# 西北青年會
西北青年會（韓語：서북청년회）是1946年11月30日在朝鮮半島南半部成立的保守反共極右翼團體。
日本投降後，蘇聯在朝鮮半島北部實施土地改革，地主階層的私人農地被充公，一些心懷不滿的地主家族青年逃到南方。1946年11月30日以平安道出身者為中心，反共團體平安青年會、黄海會青年部、大韓革新青年會、咸北青年會組成西北青年會。
在美蘇冷戰的世界情勢下，朝鮮半島南半部反共色彩日益強烈，西北青年會則是政府對付左翼分子的行動中與警察共同行動的打手。